# 迪恩·达拉科
迪恩·达拉科是一位美籍商人和创业家，至今已创立超过五家公司。达拉科最为人知晓的是他是梭子鱼网络有限公司的创办人之一。从2003年到2012年7月，达拉科一直担任梭子鱼的首席执行长兼董事长职务。同时，达拉科也是一位活跃的天使投资家。
达拉科于密歇根大学取得电机学士学位，而后于加州大学柏克莱分校取得电机硕士学位。至2013年，达拉科已累积拥有27项专利，这些专利项目包括网络安全、网络协议、数字电路、软件、生化过程以及运动器材等领域。

## 事業發展
1982年，达拉科创立了他的第一家公司。这间公司销售一款名为T-net的电子布告栏系统，利用数据机分享信息。达拉科利用此家公司的获利来支付他大学的学费。
1992年，达拉科创立Design Acceleration公司并担任其执行长。他在1999年将其卖给Cadence Design Systems。达拉科也是Boldfish和Velosel此两家公司的创办人和执行长。其中Boldfish在2003年被Siebel Systems 并购。同年，达拉科创立IC Manage，担任其公司总裁及执行长。
达拉科并持续发表开放源代码、大数据和系统芯片设计等相关的文章。

### 梭子鱼网络有限公司
同样在2003年，达拉科创立梭子鱼网络有限公司并推出防广告邮件和病毒等软件的生产线。在达拉科任职于梭子鱼时推出的产品线还包括网页过滤器、负载均衡器、邮件归档 和數碼电话交换机。
达拉科在梭子鱼期间进行六次公司收购计划: 2007年收购NetContinuum，一间生产应用控管设备的公司；2008年收购BitLeap，一间专门于云端备份和3SP、SSL和VPN的公司；2009年并购 Yosemite Technologies以取得增量备分数据应用技术；在一间以奥地利为基地，生产防火墙軟件的公营企业phion AG持有股份。最后，是收购一间软件即服务（SaaS）的网页安全过滤公司Purewire Inc。
达拉科在掌管梭子鱼时对公司16个不同的开放源代码软件发展有很大的贡献及支持。这些软件包括Valgrind、Apache 和Free Software Foundation。
2012年7月，达拉科辞去梭子鱼的职务以寻求其他创新投资项目，但他仍任梭子鱼董事会的成员之一。到达拉科辞职时，根据梭子鱼公开数据显示，其每年获利已达数亿美金，并且自成立以来每年皆有30%的营收成长。同时，其用户已超过15万人。
2014年四月，富比士估计达拉科在梭子鱼持有的股份市值3亿4千万美金。

### Eagle Eye Networks
2012年7月，达拉科创立Eagle Eye Networks，并担任此云端监视系统公司的总裁和执行长。
2014年1月，达拉科正式開始營運Eagle Eye Networks，其云端控管之监视系统也首次亮相。 Eagle Eye的願景是"将监视影片的分享功能能像Dropbox的檔案分享一样，使监视影片能简单快速的被取得和运用"。

## 获奖及表扬
1984年，达拉科的太阳能研究让他赢得Westinghouse Science Talent Search（西屋科学奖）的决选。
2007年，达拉科被Ernst & Young（安永会计师事务所）评为北加洲地区交际和沟通表现突出之年度最佳企业家。
2011年，在达拉科任职期间，梭子鱼在Business Insider之2011年最佳任职科技公司的排名里荣获第二。
2012年，达拉科被选为2012年Electronic Design Automation Consortium——电子设计自动化联盟的理事(EDAC)。
2012至2015年间，达拉科担任密歇根大学顾问。
2014年，达拉科被选为加州大学柏克莱分校举办之电机周之主讲嘉宾。

## 脚注